# تینتس ناد لابم
تینتس ناد لابم (به لاتین: Týnec nad Labem) یک منطقهٔ مسکونی در جمهوری چک است که در شهرستان کولین واقع شده‌است. تینتس ناد لابم ۲٬۰۷۴ نفر جمعیت دارد.